# Aratinga solstitialis
La cotorrita del sol, aratinga del sol o perico dorado  (Aratinga solstitialis) es una especie de ave psitaciforme de la familia Psittacidae endémica de Sudamérica, extendiéndose desde Venezuela, las Guayanas y gran parte de Brasil.
Se alimentan de todo tipo de frutas y semillas pequeñas. Miden de 17 a 30 cm, con un peso de alrededor de 120 g.
Los especímenes jóvenes muestran predominantemente un plumaje verdoso (los distinguidos amarillos, anaranjados y rojizos en cola, abdomen y cabeza los obtienen con la madurez). No presentan dimorfismo sexual.
Estas aves suelen ser muy domésticas y suelen criar fácilmente, tanto en libertad como en cautividad. La pareja suele estar unida toda la vida. Ponen entre tres y cinco huevos, con una incubación de veinticuatro días. En la mayoría de las ocasiones eclosionan tres de los cuatro o cinco huevos que ponen, y aunque los padres sean primerizos sacan adelante muy bien a todos los pichones.[cita requerida]
De acuerdo con la Lista Roja de la UICN, la cotorra del sol está clasificada como especie en peligro de extinción, debido a que su población ha disminuido drásticamente por el comercio ilegal, por lo que suplicamos no comprar loros silvestres.